# Procampylaspis macronyx
Procampylaspis macronyx är en kräftdjursart som beskrevs av Hansen 1920. Procampylaspis macronyx ingår i släktet Procampylaspis och familjen Nannastacidae. Inga underarter finns listade i Catalogue of Life.